# 響け!ユーフォニアム (アニメ)
『響け！ユーフォニアム』（ひびけユーフォニアム）は、武田綾乃による同名の小説を原作とする日本のテレビアニメシリーズ。
第1期『響け！ユーフォニアム』は2015年4月から7月まで、第2期『響け！ユーフォニアム2』は2016年10月から12月まで、TOKYO MXほかにて放送された。また、2016年には第1期の総集編映画『劇場版 響け！ユーフォニアム〜北宇治高校吹奏楽部へようこそ〜』が、2017年には第2期の総集編映画『劇場版 響け！ユーフォニアム〜届けたいメロディ〜』が公開された。
2018年にはスピンオフ映画『リズと青い鳥』が、2019年には新作長編映画『劇場版 響け！ユーフォニアム〜誓いのフィナーレ〜』が、2023年には新作中編映画『特別編 響け！ユーフォニアム〜アンサンブルコンテスト〜』が公開された。『誓いのフィナーレ』と『アンサンブルコンテスト』はまとめて「久美子2年生編」と呼称されている。
2024年4月から6月にかけては第3期『響け！ユーフォニアム3』がNHK Eテレにて放送された。「久美子3年生編」が描かれる。また第3期の総集編映画『最終楽章 響け！ユーフォニアム』の制作が発表されており、前編が2026年春に公開予定。

## 沿革
劇場作品の詳細な沿革については各記事、もしくは各節を参照。
2014年12月28日 - 『響け！ユーフォニアム』のアニメ化企画が発表され、2015年4月放送開始と予告される。
2015年1月23日 - メインキャストが発表される。
2015年4月から7月 - 第1期が放送される。
2015年10月31日 - 南座にて行われた本作のイベント「都でお祭りフェスティバル 〜南座へようこそ〜」にて、第1期の総集編映画と第2期の制作が発表される。
2016年4月23日 - 『劇場版 響け！ユーフォニアム〜北宇治高校吹奏楽部へようこそ〜』が公開され、同日に新宿ピカデリーで行われたの舞台挨拶にて、第2期の放送開始時期が2016年10月であると予告される。
2016年6月4日 - 第2期のタイトルが『響け！ユーフォニアム2』と明らかになり、第2期より登場する新キャラクターのキャストも発表される。
2016年10月から12月 - 第2期が放送される。
2017年9月30日 - 『劇場版 響け！ユーフォニアム〜届けたいメロディ〜』が公開される。
2018年4月21日 - 『リズと青い鳥』が公開される。
2019年4月19日 - 『劇場版 響け！ユーフォニアム〜誓いのフィナーレ〜』が公開される。
2019年6月1日 - 宇治市文化センターで行われた「『響け！ユーフォニアム』5回目だよ！宇治でお祭りフェスティバル」にて「久美子3年生編」の制作が発表される。
2022年6月4日 - 宇治市文化センターで行われた「『響け！ユーフォニアム』6回目だよ！宇治でお祭りフェスティバル」にて「アンサンブルコンテスト編」の劇場上映、および「久美子3年生編」がテレビアニメとして放送されることが発表される。
2023年8月4日 - 『特別編 響け！ユーフォニアム〜アンサンブルコンテスト〜』が公開され、同日に新宿ピカデリーにて行われた舞台挨拶にて、第3期『響け！ユーフォニアム3』が2024年4月放送予定と予告される。
2024年4月から6月 - 第3期『響け！ユーフォニアム3』が放送される。
2026年春 - 『最終楽章 響け！ユーフォニアム 前編』が公開予定。

## 登場人物
学年は特記がなければ、久美子が1年生（第1・2期）の時のもの。

### 北宇治高校吹奏楽部員
黄前 久美子（おうまえ くみこ）
声 - 黒沢ともよ
主人公。北宇治高校1年生で、担当楽器はユーフォニアム。姉の影響で小学4年生からユーフォニアムを始めている。出身中学校は「北中」で、中学でも吹奏楽部に所属していた。高校2年生となり新入生指導係を務め、3年生の代では部長となる。
加藤 葉月（かとう はづき）
声 - 朝井彩加
1年生。担当楽器はチューバ。久美子と同じクラスで後ろの席。中学ではテニス部に所属し、高校から吹奏楽を始めた。久美子が3年生の代では新入生指導係となる。
川島 緑輝（かわしま さふぁいあ）
声 - 豊田萌絵
1年生で久美子や葉月と同じクラス。担当楽器はコントラバス。前向きな性格。自分の名前を気に入っておらず、「みどり」と自称しており、久美子や葉月にもそう呼んでもらっている。吹奏楽の名門「聖女中等学院」の吹奏楽部でコントラバス担当だった。久美子が3年生の代では低音パートリーダーとなる。
高坂 麗奈（こうさか れいな）
声 - 安済知佳
1年生。担当楽器はトランペット。久美子と同じく「北中」の吹奏楽部に所属していた。部活の他に専門の教室でレッスンを受けている。父親はプロのトランペット奏者。父親同士が音楽家であり入学前から面識のあった吹奏楽部顧問の滝昇に「LIKE」ではなく「LOVE」の感情を抱いている。久美子が3年生の代ではドラムメジャーとなる。
塚本 秀一（つかもと しゅういち）
声 - 石谷春貴
1年生。担当楽器はトロンボーン。久美子とは幼なじみ。「北中」時代にも吹奏楽部に所属しており、ホルンを担当。久美子が3年生の代では副部長となる。
後藤 卓也（ごとう たくや）
声 - 津田健次郎
2年生。担当楽器はチューバ。黒縁の眼鏡をかけた大柄で寡黙な男子生徒。中一の冬に陸上部をやめて吹奏楽部に入った。
長瀬 梨子（ながせ りこ）
声 - 小堀幸
2年生。担当楽器はチューバ。後藤と付き合っている。
中川 夏紀（なかがわ なつき）
声 - 藤村鼓乃美
2年生。担当楽器はユーフォニアム。髪型はポニーテール。出身中学校は「南中」。傘木希美に憧れを持ち高校から吹奏楽を始めた。前年度に起きた大量退部事件により「やる気のない部員」の一人となっている。久美子が2年生の代では副部長となる。
吉川 優子（よしかわ ゆうこ）
声 - 山岡ゆり
2年生。担当楽器はトランペット。「南中」の吹奏楽部に所属していた。頭頂部に大きなリボンをつけている。大量退部事件で仲裁に入ろうとした香織を見て彼女を慕うようになった。夏紀とは犬猿の仲で、よく口喧嘩をしている。久美子が2年生の代では部長となる。
田中 あすか（たなか あすか）
声 - 寿美菜子
3年生。担当楽器はユーフォニアム。副部長兼低音パートリーダー。マーチングバンドではドラムメジャーも担当。171センチメートルの長身にロングヘアに赤縁の眼鏡をかけている。一見明るく飄々とした性格で、特にユーフォニアムについては語りだすと止まらなくなる。
小笠原 晴香（おがさわら はるか）
声 - 早見沙織
3年生。担当楽器はバリトンサックス。部長兼サックスパートリーダー。髪型はゴムで縛ったおさげ髪。
中世古 香織（なかせこ かおり）
声 - 茅原実里
3年生。トランペットパートリーダー。穏やかな性格で練習熱心だが一度もソロパートを担当したことがない。
斎藤 葵（さいとう あおい）
声 - 日笠陽子
3年生。担当楽器はテナーサックス。久美子とは幼なじみで、2人だけの時は「葵ちゃん」と呼ばれる。
鎧塚 みぞれ（よろいづか みぞれ）
声 - 種﨑敦美
2年生。担当楽器はオーボエ。傘木希美に誘われて「南中」の吹奏楽部に所属していた。無口でおとなしいが同じ中学で吹奏楽部だった優子と仲がいい。映画『リズと青い鳥』の主人公。
傘木 希美（かさき のぞみ）
声 - 東山奈央
2年生。担当楽器はフルート。昨年の大量退部事件で吹奏楽部を退部している。吹奏楽の強豪「南中」の吹奏楽部で部長を務めていた。映画『リズと青い鳥』の主人公。
加部 友恵（かべ ともえ）
声 - 田所あずさ
2年生。担当楽器はトランペット。久美子が2年生の代では久美子とともに新入生指導係となる。愛称は「加部ちゃん先輩」。
釜屋 つばめ（かまや つばめ）
声 - 大橋彩香
1年生。担当楽器はパーカッション。
久石 奏（ひさいし かなで）
声 - 雨宮天
久美子2年生時の1年生。担当楽器はユーフォニアム。
月永 求（つきなが もとむ）
声 - 土屋神葉
久美子2年生時の1年生。担当楽器はコントラバス。苗字で呼ばれることを好んでいない。
鈴木 美玲（すずき みれい）
声 - 七瀬彩夏
久美子2年生時の1年生。担当楽器はチューバ。
鈴木 さつき（すずき さつき）
声 - 久野美咲
久美子2年生時の1年生。担当楽器はチューバ。美玲とは同じ小学校だったが別の中学校に進学し高校で再会した。
剣崎 梨々花（けんざき りりか）
声 - 杉浦しおり
久美子2年生時の1年生。担当楽器はオーボエ。久美子が3年生の代では新入生指導係となる。
黒江 真由（くろえ まゆ）
声 - 戸松遥
久美子と同学年。担当楽器はユーフォニアム。3年生から福岡の吹奏楽の強豪校「清良女子高校」より転校してきた。
釜屋 すずめ（かまや すずめ）
声 - 夏川椎菜
久美子3年生時の1年生。担当楽器はチューバ。つばめの妹。
上石 弥生（かみいし やよい）
声 - 松田彩音
久美子3年生時の1年生。担当楽器はチューバ。
針谷 佳穂（はりや かほ）
声 - 寺澤百花
久美子3年生時の1年生。担当楽器はユーフォニアム。
義井 沙里（よしい さり）
声 - 陶山恵実里
久美子3年生時の1年生。担当楽器はクラリネット。

### 顧問・コーチ
滝 昇（たき のぼる）
声 - 櫻井孝宏
北宇治高校に赴任してきた音楽教師で吹奏楽部顧問。整った容姿で柔らかい物腰だが、部活での指導は厳しく、歯に衣を着せない物言いから「粘着イケメン悪魔」とあだ名されている。妻とは5年前に死別。父親も10年前まで北宇治高校吹奏楽部の指導者だった。
松本 美知恵（まつもと みちえ）
声 - 久川綾
久美子たち1年3組の担任で、吹奏楽部の副顧問。生徒に対する態度は厳しいが、非常に涙もろい一面も持つ。
橋本 真博（はしもと まさひろ）
声 - 中村悠一
滝の大学時代からの同期の友人。パーカッションのプロで、夏休みの間、北宇治高校吹奏楽部の臨時コーチを務める。
新山 聡美（にいやま さとみ）
声 - 桑島法子
滝の大学時代からの友人であり後輩。専門はフルート。北宇治の合宿で木管パート指導を務める。

### その他の人物
黄前 麻美子（おうまえ まみこ）
声 - 沼倉愛美
久美子の姉。大学3年生。元吹奏楽部でトロンボーン奏者だったが、大学受験のため辞めている。久美子にマウスピースの使い方を教えた。久美子にちょっかいを出しては追い返されている。将来の夢は美容師。
黄前 健太郎
声 - 中博史
久美子と麻美子の父。麻美子と進路について揉めたことがある。
黄前 明子
声 - 七緒はるひ
久美子と麻美子の母。
佐々木 梓（ささき あずさ）
声 - 田所あずさ
久美子の友人。同学年でともに「北中」の吹奏楽部に所属していた。現在は「水色の悪魔」とも呼ばれるマーチングの強豪校「立華高校」の吹奏楽部に所属。担当楽器はトロンボーン。原作小説ではスピンオフ作品『響け！ ユーフォニアムシリーズ 立華高校マーチングバンドへようこそ』の主人公となっている。

## スタッフ
|                                            | 第1期                                               | 第2期                                               | 第3期                                               |
| ------------------------------------------ | --------------------------------------------------- | --------------------------------------------------- | --------------------------------------------------- |
| 原作                                       | 武田綾乃 宝島社文庫「響け！ユーフォニアム」シリーズ | 武田綾乃 宝島社文庫「響け！ユーフォニアム」シリーズ | 武田綾乃 宝島社文庫「響け！ユーフォニアム」シリーズ |
| 原作イラスト                               | アサダニッキ                                        | アサダニッキ                                        | アサダニッキ                                        |
| 監督                                       | 石原立也                                            | 石原立也                                            | 石原立也                                            |
| 副監督                                     | N/A                                                 | N/A                                                 | 小川太一                                            |
| シリーズ構成・脚本                         | 花田十輝                                            | 花田十輝                                            | 花田十輝                                            |
| キャラクターデザイン                       | 池田晶子                                            | 池田晶子                                            | 池田晶子                                            |
| キャラクターデザイン                       | N/A                                                 | N/A                                                 | 池田和美                                            |
| 総作画監督                                 | 池田晶子                                            | 池田晶子                                            | 池田和美                                            |
| シリーズ演出                               | 山田尚子                                            | 山田尚子                                            | N/A                                                 |
| 楽器設定                                   | 髙橋博行                                            | 髙橋博行                                            | 髙橋博行                                            |
| 楽器作監（第1・2期） 楽器作画監督（第3期） | 髙橋博行                                            | 髙橋博行                                            | 太田稔                                              |
| 美術監督                                   | 篠原睦雄                                            | 篠原睦雄                                            | 篠原睦雄                                            |
| 3D美術                                     | 鵜ノ口穣二                                          | 鵜ノ口穣二                                          | 鵜ノ口穣二                                          |
| 色彩設計                                   | 竹田明代                                            | 竹田明代                                            | 竹田明代                                            |
| 撮影監督                                   | 髙尾一也                                            | 髙尾一也                                            | 髙尾一也                                            |
| 3D監督                                     | N/A                                                 | N/A                                                 | 冨板紀宏                                            |
| 音響監督                                   | 鶴岡陽太                                            | 鶴岡陽太                                            | 鶴岡陽太                                            |
| 音響制作                                   | 楽音舎                                              | 楽音舎                                              | 京都アニメーション                                  |
| 音楽                                       | 松田彬人                                            | 松田彬人                                            | 松田彬人                                            |
| 音楽監修（第1・2期） 吹奏楽監修（第3期）   | 大和田雅洋                                          | 大和田雅洋                                          | 大和田雅洋                                          |
| 音楽プロデューサー                         | 斎藤滋                                              | 斎藤滋                                              | 斎藤滋                                              |
| 音楽制作                                   | ランティス                                          | ランティス                                          | ランティス                                          |
| 音楽制作                                   | N/A                                                 | N/A                                                 | ハートカンパニー                                    |
| 音楽制作協力（第1・2期） 音楽協力（第3期） | 洗足学園音楽大学                                    | 洗足学園音楽大学                                    | 洗足学園音楽大学                                    |
| 演奏協力                                   | フレッシュマン・ウインド ・アンサンブル             | フレッシュマン・ウインド ・アンサンブル             | プログレッシブ！ウインド ・オーケストラ             |
| 企画プロデューサー                         | 八田英明                                            | 八田英明                                            | 八田英明                                            |
| プロデューサー                             | 大橋永晴、中村伸一、斎藤滋                          | 大橋永晴、中村伸一、斎藤滋                          | 中村伸一、臼倉竜太郎、安井一成、鎗水善史            |
| プロデューサー                             | N/A                                                 | 瀬波里梨                                            | 瀬波里梨                                            |
| アニメーション制作協力                     | アニメーションDo                                    | アニメーションDo                                    | N/A                                                 |
| アニメーション制作                         | 京都アニメーション                                  | 京都アニメーション                                  | 京都アニメーション                                  |
| 製作                                       | 『響け！』製作委員会                                | 『響け！』製作委員会                                | 『響け！』製作委員会2024                            |

## 制作
アニメーション制作は京都アニメーションが担当。監督は『涼宮ハルヒの憂鬱』『中二病でも恋がしたい！』などを手掛けた石原立也。さらに『けいおん!』『たまこラブストーリー』などの監督として受賞歴のある山田尚子がシリーズ演出を担当した。シリーズ演出という山田の役回りについて石原は、監督の参謀役と表現している。
絵コンテ・演出を山田が担当した第1話や石原が担当した第2話など、初期の話数ではコミカルな演出も目立っていたが、作品全体としてはリアルな青春ドラマとしてシリアス寄りの作風に仕上がっている。制作開始当時、監督の石原や脚本の花田十輝がよりコミカルな作風も視野に入れていたのに対して、音響監督の鶴岡陽太は当初からリアリティ重視の演出を志向しており、石原は本作の方向性を見定めたのは最初のアフレコ時だったと述べている。脚本の花田は第5話から第8話の時点でシナリオ執筆の方針が定まったと語っている。

### 脚本・シリーズ構成
第1期では、小説シリーズ第1作『響け！ユーフォニアム 北宇治高校吹奏楽部へようこそ』を原作として、短篇集『響け！ユーフォニアム 北宇治高校吹奏楽部のヒミツの話』より一部のエピソードが本編に織り込まれるなど、アニメオリジナルの要素を含んだ全13話のストーリーが展開された。
第2期では、小説シリーズ第2作『響け！ユーフォニアム2 北宇治高校吹奏楽部のいちばん熱い夏』と第3作『響け！ユーフォニアム3 北宇治高校吹奏楽部、最大の危機』を原作としており、第1期同様に全13話のストーリーが展開された。
第1期は、1話あたり原作30ページ程度のペースで、全体として尺にゆとりを持たせたストーリー構成となっている。全話の脚本とシリーズ構成を担当した花田は当初から、劇中で吹奏楽部の顧問が赴任して部活動が本格的に始動するまでに2話を費やすなど、近年のアニメ脚本としては比較的スローペースの構成案を提案していた。監督の石原も同じ意向を持っていたため、この基本プランがそのまま採用される形となった。
原作では主人公たちの所属する吹奏楽部の部員数は81人とされているが、テレビアニメでは64人に変更された。原作に登場しない人物を含め全ての部員に名前とキャラクターが設定されており、花田は全員に登場機会を割り振りながら脚本を執筆した。

### 舞台設定
原作は京都府宇治市が主な舞台となっており、関東出身の主人公など一部の登場人物を除いて作中の台詞に宇治訛りの京都弁が使われているが、テレビアニメでは共通語に変更されている。
監督である石原の認識としては本作の舞台設定はあくまで架空のものというスタンスであるが、本作の製作にあたっては監督をはじめ主要スタッフが実際の吹奏楽コンクール会場や宇治川、仏徳山（大吉山）ほか実在の舞台地に赴いて現地取材を実施し、脚色や作画に反映している。主人公である久美子の通学シーンは原作の描写に沿って、自宅の最寄り駅である京阪宇治駅から友人の葉月が乗降する黄檗駅を経て六地蔵駅までの電車通学という設定で描かれる。主人公たちが通う北宇治高校の所在地については原作者の大まかなイメージに基づいており、学校の最寄り駅は原作には登場しないが、京阪宇治線の黄檗駅から中書島駅間で通学路に茶畑の描写があることなどから六地蔵駅をアニメ用の設定として採用した。本作の制作プロダクションである京都アニメーションの主要スタジオはこれら主な舞台地の近隣に位置しており、作画用の資料写真が不足した際には容易に現地へ赴き撮影することができたため、ロケーションとしては好都合だったと石原は述べている。

### 映像・作画
吹奏楽部のメンバー全員を含む登場人物のデザインを池田晶子が担当した。石原のオーダーに合わせ、各キャラクターは全体的に可愛らしさを重視したデザインとなっている。本作に限らず、池田が作成するキャラクター表には池田自身がイメージした各キャラクターの簡単な性格付けやプロフィール設定が書き添えられ、作画スタッフがキャラクターの芝居を描く際の参考として用いられている。
キャラクターデザインの作業に着手した段階では原作小説の既刊が第1作のみしかなく、ライトノベルのような挿絵イラストの類も挿入されていないため、当初はアサダニッキによる第1作の表紙装丁イラスト1点のみを唯一のビジュアル資料として主要キャラクターの検討が進められた。数ある登場人物のうち、石原が安心感のある可愛いさと評する小笠原晴香部長のデザインがいち早く仕上がった。劇中で吹奏楽部のマドンナと称される中世古香織も目元にほくろを入れたデザインをシリーズ演出の山田が気に入り、比較的早い段階で決定した。主要キャラクターのうち加藤葉月と川島緑輝については、アニメ用のオリジナル設定としてそれぞれツインテールとくせ毛のロングヘアーに髪型を変更する方向でデザインの調整を進めていたが、最終段階で原作の描写に沿った短い髪型へと方針を転換した。作中で長身の美人として描写される田中あすか副部長については、池田の念頭にはより大人びた路線の選択肢もあったが、石原の方針に沿って可愛さに振ったデザインが採られた。副顧問の松本美知恵はアサダがアニメ用に新規イラストを描き起こし、そのイメージをベースにデザインを行った。顧問の滝昇はシリーズ演出の山田からの具体的な要求に沿って、若者らしくない地味な眼鏡、コンクール演奏時の正装とは落差のある普段の風貌、柔らかい質感の髪、柔和な表情といった要素を取り入れたデザインが採用された。
石原はこれまでに刊行されたアサダの漫画作品を全て揃え、本作のキャラクター作画の方向性を探る参考とした。シリアスな描写の多い本作でも一部のコミカルなシーンではギャグ漫画風のキャラクターの崩し顔を使用しているが、アサダの画風に倣って頭身を大きく変えない作画を基本としている。
美術監督の篠原睦雄は、女性キャラクターが多数を占める作画との対比を意図して、全体的にコントラストを強調した力強さのある背景美術の描き方を採用した。空の色は微かに緑がかった色合いを出している。屋内のカットでは蛍光灯などによる室内の光源を弱め、窓からの自然光がより強調されている。石原が好んで用いる演出手法として、逆光を利用した構図を多用している。

### 音響・音楽
劇中に登場する演奏シーンの音源は洗足学園音楽大学の1年生で編成されたバンド、フレッシュマン・ウインド・アンサンブルが担当した。並以下の高校の吹奏楽部がドラマを重ねながら上達してゆく過程を音響面でも表現するため、各場面に合わせて意図的にクオリティを下げた演奏を再現しながら音源の収録が行われた。第1話の演奏シーンでは、吹奏楽に詳しくない視聴者にも演奏クオリティの低さが明瞭に分かるよう、意図的に収録した演奏ミスやテンポのずれた演奏を強調するなどの編集加工が加えられている。
作中に登場するオリジナルの楽曲と劇伴の作曲は松田彬人が担当している。頻出する吹奏楽演奏シーンの楽器音との混同を避けるため、本作の劇伴は管楽器を使用せずに作られている。劇伴の使用シーン自体も絞り込まれており、音響面の演出傾向としては全体的に静かな作品に仕上がっている。
各演奏シーンで使われる楽曲は原作とは異なる。第1期では劇中のマーチングイベントでの演目がビートルズの「キャント・バイ・ミー・ラヴ」からイエロー・マジック・オーケストラの「ライディーン」に変更され、第5話で本番の演奏シーンが描かれるまでは同曲を視聴者に聞かせないという演出上の意図により、本番までの練習シーンでは同曲を演奏する描写を避けるよう脚色されている。主人公たちのコンクール課題曲として原作に登場する架空の楽曲『三日月の舞』がアニメでは自由曲という設定に変更されており、原作での自由曲『イースト・コーストの風景』のコルネットソロを巡る騒動は、アニメでは『三日月の舞』のトランペットソロを巡る騒動に置き換えられている。上級生の中で最も演奏の上手い3年生部員と超高校級の新入部員がトランペット演奏の優劣を決めるという当該エピソードの演奏録音では、それぞれ大学生とプロの奏者を起用して劇中での実力者同士の力量差を実演奏の音色の違いで直接表現した。2期では、2年前の吹奏楽コンクールにおける南中学校のコンクール自由曲及び劇中での吹奏楽コンクールにおける明静工科高校の自由曲は「だったん人の踊り」に、文化祭の演奏曲はフィンガー5の「学園天国」と大滝詠一の「君は天然色」、駅ビルコンサートの演奏曲はT-SQUAREの「宝島」に変更された。
なお、第1期の第1話において、テレビ時代劇『暴れん坊将軍』のテーマ曲（作曲は菊池俊輔）を吹奏楽にアレンジしたものが劇中曲として使用されているが、ストーリーの都合上、劇中では下手に演奏された音源しか使用されていない。しかし、「指導を受けて上達した」という想定で上手に演奏された音源も録音されており、本作のサウンドトラックには両方とも収録されている。

## 評価・反響
本作のアニメ化は吹奏楽経験者にはおおむね好評だった。エキサイトレビューではホルン経験者のライターが「Twitterを見ると、吹奏楽部経験者たちが悶絶していた」「あるあるすぎる」とリアルな描写を解説、管楽器専門誌『楽器族。ブラストライブ』はTwitterで「経験者にはドンピシャで納得できる台詞や演出がテンポよく決まる。これは凄いアニメだ。」と絶賛。一方、Newtypeアニメアワード2014-2015中間結果発表では作品賞(TV作品)で14位、最終結果でも10位以内に入ることはできなかった。しかし、吹奏楽部ではマイナー楽器の代名詞だったユーフォニアムを第一希望にする人も増えており、人気楽器の仲間入りをした。
アニメ流行語大賞2016では、「たった今、好きになった」が金賞を受賞した。アメリカのアニメ評価サイト「Anime Trending」が主催した「第2回 Anime Trending Awards」ではBEST IN CHARACTER DESIGN部門とMUSIC ANIME OF THE YEAR部門で1位、BEST IN SCENERIES AND VISUALS部門とMYSTERY OR PSYCHOLOGICAL ANIME OF THE YEAR部門で3位をそれぞれ獲得している。
ドイツ文学者でクラシック音楽に関する文献の翻訳も行う三浦淳は、『劇場版 響け！ユーフォニアム〜北宇治高校吹奏楽部へようこそ〜』について、「原作小説もテレビアニメも知らない大人でも十二分に楽しむことができる佳作」「上質の作品」と評価し、『劇場版 響け！ユーフォニアム〜届けたいメロディ〜』及び『リズと青い鳥』に対しても、それぞれ別の観点から高評価を与えた。

## 主題歌
第1期
「DREAM SOLISTER」
TRUEによるオープニングテーマ。作詞は唐沢美帆（TRUE）、作曲・編曲は加藤裕介。
「トゥッティ！」
北宇治カルテットによるエンディングテーマ。作詞・作曲はZAQ、編曲は高田暁。
「DREAM SOLISTER（Wind Orchestra Ver.）」
最終回のメモリアルエンディングテーマ。作曲は加藤裕介、編曲は松田彬人。
第2期
「サウンドスケープ」
TRUEによるオープニングテーマ。作詞は唐沢美帆、作曲は渡辺拓也、編曲はEFFY。
「ヴィヴァーチェ！」
北宇治カルテットによるエンディングテーマ。作詞・作曲はZAQ、編曲は高田暁。
「響け！ユーフォニアム（Last Ver.）」
最終回のメモリアルエンディングテーマ。作曲・編曲は進藤正和（松田彬人）。
第3期
「ReCoda」
TRUEによるオープニングテーマ。作詞は唐沢美帆、作曲はトミタカズキ (SUPA LOVE)、hisakuni (SUPA LOVE)、編曲は鈴木雅也、曽木琢磨 (SUPA LOVE)、山本拓夫。
「音色の彼方」
北宇治カルテットによるエンディングテーマ。作詞・作曲はZAQ、編曲は白戸佑輔。

## 各話リスト

### 第1期
| 話数     | サブタイトル           | 絵コンテ           | 演出       | 作画監督                     |
| -------- | ---------------------- | ------------------ | ---------- | ---------------------------- |
| 第一回   | ようこそハイスクール   | 山田尚子           | 山田尚子   | 秋竹斉一                     |
| 第二回   | よろしくユーフォニアム | 石原立也           | 石原立也   | 引山佳代                     |
| 第三回   | はじめてアンサンブル   | 山村卓也           | 山村卓也   | 池田和美                     |
| 第四回   | うたうよソルフェージュ | 石原立也、山田尚子 | 雪村愛     | 植野千世子                   |
| 第五回   | ただいまフェスティバル | 三好一郎           | 三好一郎   | 丸木宣明                     |
| 第六回   | きらきらチューバ       | 河浪栄作           | 河浪栄作   | 引山佳代                     |
| 第七回   | なきむしサクソフォン   | 武本康弘           | 武本康弘   | 西屋太志                     |
| 第八回   | おまつりトライアングル | 藤田春香           | 藤田春香   | 秋竹斉一                     |
| 第九回   | おねがいオーディション | 北之原孝將         | 北之原孝將 | 瀬崎利恵                     |
| 第十回   | まっすぐトランペット   | 山村卓也           | 山村卓也   | 池田和美、秋竹斉一           |
| 第十一回 | おかえりオーディション | 雪村愛             | 雪村愛     | 植野千世子                   |
| 第十二回 | わたしのユーフォニアム | 三好一郎           | 三好一郎   | 丸木宣明                     |
| 最終回   | さよならコンクール     | 山田尚子           | 河浪栄作   | 引山佳代、秋竹斉一、瀬崎利恵 |
| 番外編   | かけだすモナカ         | 小川太一           | 小川太一   | 西屋太志                     |

### 第2期
| 話数     | サブタイトル           | 絵コンテ                     | 演出                         | 作画監督                     |
| -------- | ---------------------- | ---------------------------- | ---------------------------- | ---------------------------- |
| 第一回   | まなつのファンファーレ | 石原立也                     | 石原立也、藤田春香           | 秋竹斉一、岡村公平、角田有希 |
| 第二回   | とまどいフルート       | 武本康弘                     | 石立太一                     | 丸木宣明                     |
| 第三回   | なやめるノクターン     | 山村卓也                     | 山村卓也                     | 池田和美                     |
| 第四回   | めざめるオーボエ       | 小川太一                     | 小川太一                     | 植野千世子、丸木宣明         |
| 第五回   | きせきのハーモニー     | 三好一郎、石原立也           | 三好一郎                     | 明見裕子、角田有希           |
| 第六回   | あめふりコンダクター   | 河浪栄作                     | 河浪栄作                     | 門脇未来                     |
| 第七回   | えきびるコンサート     | 藤田春香                     | 藤田春香                     | 岡村公平、西屋太志           |
| 第八回   | かぜひきラプソディー   | 北之原孝將                   | 北之原孝將                   | 角田有希                     |
| 第九回   | ひびけ！ユーフォニアム | 石立太一                     | 石立太一                     | 高瀬亜貴子                   |
| 第十回   | ほうかごオブリガート   | 山村卓也                     | 山村卓也                     | 池田和美                     |
| 第十一回 | はつこいトランペット   | 藤田春香                     | 小川太一                     | 植野千世子                   |
| 第十二回 | さいごのコンクール     | 三好一郎、山田尚子           | 三好一郎                     | 明見裕子、丸子達就           |
| 最終回   | はるさきエピローグ     | 石原立也、山田尚子、河浪栄作 | 石原立也、山田尚子、河浪栄作 | 西屋太志                     |

### 第3期
| 話数     | サブタイトル             | 絵コンテ   | 演出                     | 作画監督                          |
| -------- | ------------------------ | ---------- | ------------------------ | --------------------------------- |
| 第一回   | あらたなユーフォニアム   | 小川太一   | 小川太一                 | 髙橋真梨子                        |
| 第二回   | さんかくシンコペーション | 石原立也   | 石原立也                 | 岡村公平                          |
| 第三回   | みずいろプレリュード     | 以西芽衣   | 以西芽衣                 | 門脇未来                          |
| 第四回   | きみとのエチュード       | 山村卓也   | 山村卓也                 | 引山佳代                          |
| 第五回   | ふたりでトワイライト     | 石立太一   | 石立太一                 | 徳山珠美                          |
| 第六回   | ゆらぎのディゾナンス     | 北之原孝將 | 北之原孝將               | 丸木宣明                          |
| 第七回   | なついろフェルマータ     | 山村卓也   | 山村卓也                 | 髙橋真梨子                        |
| 第八回   | なやめるオスティナート   | 以西芽衣   | 宮城良                   | 門脇未来                          |
| 第九回   | ちぐはぐチューニング     | 石立太一   | 石立太一                 | 引山佳代                          |
| 第十回   | つたえるアルペジオ       | 太田稔     | 太田稔 北之原孝將 [ 89 ] | 岡村公平                          |
| 第十一回 | みらいへオーケストラ     | 北之原孝將 | 北之原孝將               | 丸木宣明                          |
| 第十二回 | さいごのソリスト         | 小川太一   | 山村卓也                 | 髙橋真梨子 引山佳代 [ 91 ]        |
| 最終回   | つながるメロディ         | 石原立也   | 石原立也 岡村公平 [ 92 ] | 池田和美 門脇未来 丸木宣明 [ 92 ] |

## 放送局
| 放送期間                 | 放送時間                     | 放送局           | 対象地域 | 備考                                                              |
| ------------------------ | ---------------------------- | ---------------- | -------- | ----------------------------------------------------------------- |
| 2015年4月8日 - 7月1日    | 水曜 0:30 - 1:00（火曜深夜） | TOKYO MX         | 東京都   |                                                                   |
|                          |                              | サンテレビ       | 兵庫県   |                                                                   |
|                          |                              | KBS京都          | 京都府   |                                                                   |
|                          | 水曜 1:35 - 2:05（火曜深夜） | テレビ愛知       | 愛知県   |                                                                   |
| 2015年4月9日 - 7月2日    | 木曜 0:00 - 0:30（水曜深夜） | BS11             | 日本全域 | 『ANIME+』枠                                                      |
| 2015年4月10日 - 7月3日   | 金曜 23:00 - 23:30           | AT-X             | 日本全域 | リピート放送あり                                                  |
| 2017年10月1日 - 12月24日 | 日曜 7:30 - 7:54             | NHK BSプレミアム | 日本全域 | 字幕放送 リピート放送あり 12月24日は最終回と番外編の2話連続放送。 |

| 配信開始日    | 配信時間                   | 配信サイト         |
| ------------- | -------------------------- | ------------------ |
| 2015年4月11日 | 土曜 23:00 - 23:30         | ニコニコ生放送     |
|               | 土曜 23:30 更新            | ニコニコチャンネル |
| 2015年4月12日 | 日曜 12:00 更新            | dアニメストア      |
|               |                            | アニメ放題         |
| 2015年4月19日 | 日曜 更新                  | U-NEXT             |
| 2015年4月20日 | 月曜 0:00（日曜深夜） 更新 | バンダイチャンネル |
| 2015年4月23日 | 木曜 12:00 更新            | アニメパス         |

| 放送期間                 | 放送時間                     | 放送局     | 対象地域   | 備考                          |
| ------------------------ | ---------------------------- | ---------- | ---------- | ----------------------------- |
| 2016年10月6日 - 12月29日 | 木曜 0:00 - 0:30（水曜深夜） | TOKYO MX1  | 東京都     |                               |
|                          | 木曜 1:00 - 1:30（水曜深夜） | tvk        | 神奈川県   |                               |
|                          | 木曜 2:05 - 2:35（水曜深夜） | テレビ愛知 | 愛知県     |                               |
|                          | 木曜 2:14 - 2:44（水曜深夜） | 朝日放送   | 近畿広域圏 | 『水曜アニメ〈水もん〉』第1部 |
| 2016年10月7日 - 12月30日 | 金曜 0:00 - 0:30（木曜深夜） | BS11       | 日本全域   | 『ANIME+』枠                  |
|                          | 金曜 1:30 - 2:00（木曜深夜） | KBS京都    | 京都府     | 京都府内では実質再放送        |
|                          | 金曜 22:00 - 22:30           | AT-X       | 日本全域   | リピート放送あり              |
| 初回は1時間スペシャル。  |                              |            |            |                               |

| 配信開始日              | 配信時間               | 配信サイト                                 | 備考             |
| ----------------------- | ---------------------- | ------------------------------------------ | ---------------- |
| 2016年10月8日           | 土曜 23:30 - 日曜 0:00 | ニコニコ生放送                             |                  |
| 2016年10月9日           | 日曜 0:00 更新         | ニコニコチャンネル                         |                  |
|                         |                        | GYAO!                                      |                  |
|                         | 日曜 0:00 - 0:30       | AbemaTV                                    | リピート放送あり |
|                         | 日曜 12:00 更新        | U-NEXT アニメ放題                          |                  |
| 2016年10月10日          | 月曜 12:00 更新        | dアニメストア                              |                  |
| 不明                    | 日曜 0:00 更新         | au ビデオパス J:COMオンデマンド メガパック | [ 98 ]           |
| 初回は1時間スペシャル。 |                        |                                            |                  |

| 放送期間               | 放送時間           | 放送局    | 対象地域 | 備考     |
| ---------------------- | ------------------ | --------- | -------- | -------- |
| 2024年4月7日 - 6月30日 | 日曜 17:00 - 17:25 | NHK Eテレ | 日本全域 | 字幕放送 |

| 配信開始日    | 配信時間        | 配信サイト | 備考       |
| ------------- | --------------- | --- | ---------- |
| 2024年4月8日  | 月曜 12:00 更新 | NHKプラス | 見逃し配信 |
|               |                 | Lemino | 先行配信   |
| 2024年4月10日 | 水曜 12:00 更新 | アニメ放題 ABEMA FOD dアニメストア DMM TV ニコニコチャンネル Disney+ NETFLIX バンダイチャンネル Amazon Prime Video hulu U-NEXT WOWOWオンデマンド | 見放題配信 |
| 2024年4月11日 | 木曜 0:00 更新  | J:COM STREAM TELASA みるプラス | 見放題配信 |

| NHK Eテレ 日曜 17:00 - 17:25 | NHK Eテレ 日曜 17:00 - 17:25 | NHK Eテレ 日曜 17:00 - 17:25                                         |
| 前番組                       | 番組名                       | 次番組                                                               |
| ---------------------------- | ---------------------------- | -------------------------------------------------------------------- |
| ドッグシグナル               | 響け!ユーフォニアム3         | ひつじのショーン ※17:00 - 17:20ざんねんないきもの事典 ※17:20 - 17:25 |

## BD / DVD

### TVアニメ
| 巻  | 発売日         | 収録話             | ショートエピソード           | 規格品番   | 規格品番   |
| 巻  | 発売日         | 収録話             | ショートエピソード           | BD         | DVD        |
| --- | -------------- | ------------------ | ---------------------------- | ---------- | ---------- |
| 1   | 2015年6月17日  | 第一回・第二回     | 楽器をお掃除だフォ！         | PCXE-50531 | PCBE-54861 |
| 2   | 2015年7月15日  | 第三回・第四回     | こんなあだ名は嫌だチュー！   | PCXE-50532 | PCBE-54862 |
| 3   | 2015年8月19日  | 第五回・第六回     | 吹奏楽部男子の日常だボーン！ | PCXE-50533 | PCBE-54863 |
| 4   | 2015年9月16日  | 第七回・第八回     | チューバ君は王子様なのバス！ | PCXE-50534 | PCBE-54864 |
| 5   | 2015年10月21日 | 第九回・第十回     | 毎日は危険がいっぱいだフォ！ | PCXE-50535 | PCBE-54865 |
| 6   | 2015年11月18日 | 第十一回・第十二回 | 滝先生の秘密だフォ！         | PCXE-50536 | PCBE-54866 |
| 7   | 2015年12月16日 | 最終回・番外編     | 移調楽器って何だチュー！     | PCXE-50537 | PCBE-54867 |
| BOX | 2019年3月20日  | 全十三話・番外編   | 全七話                       | PCXE-60170 | -          |

| 巻  | 発売日         | 収録話           | ショートエピソード         | 規格品番   | 規格品番   |
| 巻  | 発売日         | 収録話           | ショートエピソード         | BD         | DVD        |
| --- | -------------- | ---------------- | -------------------------- | ---------- | ---------- |
| 1   | 2016年12月21日 | 第一回           | 花火大会キッスへようこそ！ | PCXE-50711 | PCBE-55531 |
| 2   | 2017年1月18日  | 第二回・第三回   | プールへようこそ！         | PCXE-50712 | PCBE-55532 |
| 3   | 2017年2月15日  | 第四回・第五回   | メイド服へようこそ         | PCXE-50713 | PCBE-55533 |
| 4   | 2017年3月15日  | 第六回・第七回   | バトル文化祭へようこそ！   | PCXE-50714 | PCBE-55534 |
| 5   | 2017年4月19日  | 第八回・第九回   | フライング滝へようこそ！   | PCXE-50715 | PCBE-55535 |
| 6   | 2017年5月17日  | 第十回・第十一回 | 画伯へようこそ！           | PCXE-50716 | PCBE-55536 |
| 7   | 2017年6月21日  | 第十二回・最終回 | 安眠へようこそ！           | PCXE-50717 | PCBE-55537 |
| BOX | 2019年3月20日  | 全十三話         | 全七話                     | PCXE-60171 | -          |

| 巻 | 発売日         | 収録話           | ショートエピソード | 規格品番   | 規格品番   |
| 巻 | 発売日         | 収録話           | ショートエピソード | BD         | DVD        |
| -- | -------------- | ---------------- | ------------------ | ---------- | ---------- |
| 1  | 2024年6月26日  | 第一回 - 第三回  | いつでもナチュラル | PCXE-53361 | PCBE-56551 |
| 2  | 2024年7月31日  | 第四回・第五回   | かわいいドルチェ   | PCXE-53362 | PCBE-56552 |
| 3  | 2024年8月28日  | 第六回・第七回   | てくてくアンダンテ | PCXE-53363 | PCBE-56553 |
| 4  | 2024年9月25日  | 第八回・第九回   | すすむよラルゴ     | PCXE-53364 | PCBE-56554 |
| 5  | 2024年10月30日 | 第十回・第十一回 | きみへのアモローソ | PCXE-53365 | PCBE-56555 |
| 6  | 2024年11月27日 | 第十二回・最終回 | あしたへコーダ     | PCXE-53366 | PCBE-56556 |

### イベント（BD / DVD）
| タイトル                                                                  | 発売日            | 規格品番   | 規格品番   | 備考    |
| タイトル                                                                  | 発売日            | BD         | DVD        | 備考    |
| ------------------------------------------------------------------------- | ----------------- | ---------- | ---------- | ------- |
| 公式吹奏楽コンサート ～北宇治高校吹奏楽部 第5回定期演奏会 5周年記念公演～ | 2021年5月15日     | PCXE-51006 | PCBE-56471 |         |
| 『響け！ユーフォニアム』10th Anniversary Event                            | 2025年9月24日予定 | PCXE-51068 | N/A        | BD3枚組 |

## CD

### 主題歌（CD）
| タイトル                                                           | アーティスト             | 発売日         | 規格品番                                                          | 備考 | 出典    |
| ------------------------------------------------------------------ | ------------------------ | -------------- | ----------------------------------------------------------------- | --- | ------- |
| DREAM SOLISTER                                                     | TRUE                     | 2015年4月22日  | LACM-14334（通常盤） LACM-34334（アニメ盤）                       | 第1期オープニングテーマ | [ 103 ] |
| トゥッティ！                                                       | 北宇治カルテット         | 2015年5月13日  | LACM-14335                                                        | 第1期エンディングテーマ | [ 104 ] |
| サウンドスケープ                                                   | TRUE                     | 2016年10月12日 | LACM-14535                                                        | 第2期オープニングテーマ | [ 105 ] |
| ヴィヴァーチェ！                                                   | 北宇治カルテット         | 2016年11月2日  | LACM-14548                                                        | 第2期エンディングテーマ | [ 106 ] |
| ReCoda / ブルーデイズ                                              | TRUE                     | 2024年4月24日  | LACM-24534（アーティスト盤） LACM-34534（響け！ユーフォニアム盤） | 第3期オープニングテーマ | [ 107 ] |
| 音色の彼方                                                         | 北宇治カルテット         | 2024年6月26日  | LACM-34539（初回限定盤） LACM-24539（通常盤）                     | 第3期エンディングテーマ | [ 108 ] |
| "Sound! Euphonium" Best Theme Songs Collection Wind Orchestra Ver. | 北宇治高校吹奏楽部、TRUE | 2024年7月31日  | LACA-25103                                                        | テレビシリーズ、および劇場版の主題歌を吹奏楽アレンジで収録したベストアルバム。編曲は松田彬人、演奏はプログレッシブ！ウインド・オーケストラが担当。 | [ 109 ] |

### サウンドトラック
Lantisより3作品が発売されている。いずれも松田彬人による劇伴のほか、作中で演奏された吹奏楽曲、ソロを始めとした印象的な演奏、前話振り返り用イントロ付きの主題歌なども収録されている。
| タイトル             | 発売日        | 規格品番                                                    | 備考 | 出典    |
| -------------------- | ------------- | ----------------------------------------------------------- | --- | ------- |
| おもいでミュージック | 2015年7月8日  | LACA-9410～9411                                             | 第1期オリジナルサウンドラック。2枚組。                                                                            | [ 110 ] |
| おんがくエンドレス   | 2017年1月11日 | LACA-9479～9481                                             | 第2期オリジナルサウンドラック。3枚組。                                                                            | [ 111 ] |
| つながるメロディ     | 2024年7月31日 | LACA-39050～39051（初回限定盤） LACA-19050～19051（通常盤） | 第3期オリジナルサウンドラック。2枚組。初回限定盤には劇中の自由曲『一年の詩 〜吹奏楽のための』のスコアが付属する。 | [ 112 ] |

### キャラクターソング
2015年7月に4作品、2024年8月から11月に3作品が発売された。
2015年に発売された4作品には各キャラクターの歌唱曲が2曲、担当楽器にフィーチャーした金管四重奏曲が1曲収録された。Vol.1に収録された「北宇治四重奏 第1番 ユーフォニアム」はその後、テレビアニメ第2期の作中にて登場し、第2期サウンドトラック「おんがくエンドレス」に再録された。
2024年に発売された3作品にはデュエットソングが3曲ずつ収録された。Vol.3に収録されたの鎧塚みぞれと傘木希美のデュエットソング「Tenderly, two line」は、『リズと青い鳥』の主題歌「Songbirds」を書き下ろしたHomecomingsが手掛けた。
| 歌唱：黄前久美子（黒沢ともよ） |                                       |      |            |            |
| #                              | タイトル                              | 作詞 | 作曲       | 編曲       |
| 1.                             | 「明日へのEuphony」                   | ZAQ  | 佐伯高志   | 倉内達矢   |
| 2.                             | 「BrushUp×BrassUp」                   | ZAQ  | 本田光史郎 | 本田光史郎 |
| 3.                             | 「北宇治四重奏 第1番 ユーフォニアム」 |      | 松田彬人   | 松田彬人   |
| 4.                             | 「明日へのEuphony」(OFF VOCAL)        |      | 佐伯高志   | 倉内達矢   |
| 5.                             | 「BrushUp×BrassUp」(OFF VOCAL)        |      | 本田光史郎 | 本田光史郎 |

| 歌唱：加藤葉月（朝井彩加） |                                 |          |            |
| #                          | タイトル                        | 作詞     | 作曲・編曲 |
| 1.                         | 「Hyper tune♪」                 | ZAQ      | 渡辺和紀   |
| 2.                         | 「Little-Note」                 | 唐沢美帆 | 佐々木裕   |
| 3.                         | 「北宇治四重奏 第2番 チューバ」 |          | 松田彬人   |
| 4.                         | 「Hyper tune♪」(OFF VOCAL)      |          | 渡辺和紀   |
| 5.                         | 「Little-Note」(OFF VOCAL)      |          | 佐々木裕   |

| 歌唱：川島緑輝（豊田萌絵） |                                     |          |          |          |
| #                          | タイトル                            | 作詞     | 作曲     | 編曲     |
| 1.                         | 「流線コントラスト」                | ZAQ      | 磯崎健史 | Kon-K    |
| 2.                         | 「I LOVE MUSIC」                    | 松井洋平 | Kon-K    | Kon-K    |
| 3.                         | 「北宇治四重奏 第3番 コントラバス」 |          | 松田彬人 | 松田彬人 |
| 4.                         | 「流線コントラスト」(OFF VOCAL)     |          | 磯崎健史 | Kon-K    |
| 5.                         | 「I LOVE MUSIC」(OFF VOCAL)         |          | Kon-K    | Kon-K    |

| 歌唱：高坂麗奈（安済知佳） |                                     |      |            |            |
| #                          | タイトル                            | 作詞 | 作曲       | 編曲       |
| 1.                         | 「心響プロジェクター」              | ZAQ  | 本田光史郎 | 本田光史郎 |
| 2.                         | 「Golden Halo」                     | ZAQ  | ZAQ        | 倉内達矢   |
| 3.                         | 「北宇治四重奏 第4番 トランペット」 |      | 松田彬人   | 松田彬人   |
| 4.                         | 「心響プロジェクター」(OFF VOCAL)   |      | 本田光史郎 | 本田光史郎 |
| 5.                         | 「Golden Halo」(OFF VOCAL)          |      | ZAQ        | 倉内達矢   |

| #  | タイトル                        | 作詞     | 作曲     | 編曲     | 歌唱                                            |
| -- | ------------------------------- | -------- | -------- | -------- | ----------------------------------------------- |
| 1. | 「音色の軌跡」                  | ZAQ      | ZAQ      | 岸田勇気 | 黄前久美子（黒沢ともよ） 高坂麗奈（安済知佳）   |
| 2. | 「アンビシャス！」              | 吾龍     | 俊龍     | 樂       | 加藤葉月（朝井彩加） 川島緑輝（豊田萌絵）       |
| 3. | 「ストーリーライン」            | 唐沢美帆 | 山下洋介 | 山下洋介 | 黄前久美子（黒沢ともよ） 塚本秀一（ 石谷春貴 ） |
| 4. | 「音色の軌跡」(OFF VOCAL)       |          | ZAQ      | 岸田勇気 |                                                 |
| 5. | 「アンビシャス！」(OFF VOCAL)   |          | 俊龍     | 樂       |                                                 |
| 6. | 「ストーリーライン」(OFF VOCAL) |          | 山下洋介 | 山下洋介 |                                                 |

| #  | タイトル                              | 作詞             | 作曲           | 編曲           | 歌唱                                            |
| -- | ------------------------------------- | ---------------- | -------------- | -------------- | ----------------------------------------------- |
| 1. | 「ラブリー♡ I know」                  | 藤村鼓乃美       | XELIK          | XELIK 河合英嗣 | 久石奏（ 雨宮天 ） 剣崎梨々花（杉浦しおり）     |
| 2. | 「重ねたい音に寄り添って」            | 松井洋平         | 俊龍           | 大久保薫       | 黒江真由（ 戸松遥 ） 釜屋つばめ（ 大橋彩香 ）   |
| 3. | 「以心伝心しちゃうのです」            | ボンジュール鈴木 | 鈴木Daichi秀行 | 鈴木Daichi秀行 | 鈴木美怜（ 七瀬彩夏 ） 鈴木さつき（ 久野美咲 ） |
| 4. | 「ラブリー♡ I know」(OFF VOCAL)       |                  | XELIK          | XELIK          |                                                 |
| 5. | 「重ねたい音に寄り添って」(OFF VOCAL) |                  | 俊龍           | 大久保薫       |                                                 |
| 6. | 「以心伝心しちゃうのです」(OFF VOCAL) |                  | 鈴木Daichi秀行 | 鈴木Daichi秀行 |                                                 |

| #  | タイトル                              | 作詞          | 作曲           | 編曲        | 歌唱                                                                       |
| -- | ------------------------------------- | ------------- | -------------- | ----------- | -------------------------------------------------------------------------- |
| 1. | 「あれから」                          | 吾龍          | 大和           | 大和        | 田中あすか（ 寿美菜子 ） 小笠原晴香（ 早見沙織 ） 中世古香織（ 茅原実里 ） |
| 2. | 「マイ・オンリー・ブルー」            | 松井洋平      | 神田ジョン     | 神田ジョン  | 中川夏紀（藤村鼓乃美） 吉川優子（ 山岡ゆり ）                              |
| 3. | 「Tenderly, two line」                | Yuki Fukutomi | Ayaka Tatamino | Homecomings | 鎧塚みぞれ（ 種﨑敦美 ） 傘木希美（ 東山奈央 ）                            |
| 4. | 「あれから」(OFF VOCAL)               |               | 大和           | 大和        |                                                                            |
| 5. | 「マイ・オンリー・ブルー」(OFF VOCAL) |               | 神田ジョン     | 神田ジョン  |                                                                            |
| 6. | 「Tenderly, two line」(OFF VOCAL)     |               | Ayaka Tatamino | Homecomings |                                                                            |

### ドラマCD
TVアニメ『響け！ユーフォニアム』ドラマCD
2015年8月19日、Lantisより発売された。品番はLACA-15507。
収録エピソード
1. 乙女の負けられない戦い
2. ララ、聞いちゃいました！その１
3. 滝昇の特別な一日
4. ララ、聞いちゃいました！その２
5. 喧嘩するほど……？
6. ララ、聞いちゃいました！その３
7. マドンナだって！
8. ララ、聞いちゃいました！その４
9. コンバスくんのためなら！
10. ララ、聞いちゃいました！その５
11. 夏の日の、帰り道にて

「響け！ユーフォニアム」5th Anniversary Disc 〜きらめきパッセージ〜
2021年3月24日、京都アニメーション・『響け！』製作委員会より発売された。品番はPCCG-90183。テレビアニメの5周年を記念して制作され、監修を務めた石原立也は「まだ続きをやりたい」という決意表明でもあったと語っている。原作の短編集からアニメ化されていないエピソードが収録された。作画がないことを除いて通常のアニメ制作と同じように制作されており、脚本はシリーズ構成の花田十樹と文芸の田中敦子が、音楽は松田彬人がそれぞれ手掛け、フレッシュマン・ウインドオーケストラによる演奏シーンも存在する。本作で新たに収録された吹奏楽曲は、『特別編 響け！ユーフォニアム〜アンサンブルコンテスト〜』のサウンドトラック「Catch Your Name」に収録された。
収録エピソード
1. 冬色ラプソディー
2. 星彩セレナーデ
3. 少女漫画ごっこ
4. 背伸び
5. 未来を見つめて
6. 飛び立つ君の背を見上げる（Fine）
7. 上質な休日の過ごし方
8. ツインテール推進計画
9. 木綿のハンカチ
10. 飛び立つ君の背を見上げる（D.C.）

「響け！ユーフォニアム」10th Anniversary Disc 〜みんなのストーリー〜
2025年12月24日、京都アニメーション・『響け！』製作委員会2024より発売予定。品番はPCCG-90189。テレビアニメの10周年を記念して制作された。原作の短編集からアニメ化されていないエピソードが収録される。
収録エピソード
1. 〇の中身はなんだろな
2. 気がある気がする
3. ランチタイム
4. 四人は幼馴染
5. ドライブ
6. 大人の肴
7. 新・幹部役職会議
8. 旧・幹部役職会議

### ラジオCD
響け！ユーフォラジオ
2015年8月19日、Lantisより発売された。品番はLACA-15508。黒沢ともよ、朝井彩加、豊田萌絵、安済知佳によるWebラジオ「響け！ユーフォラジオ」の新規撮りおろし回が収録された。

### 10周年記念吹奏楽アルバム
2025年11月5日に響け！ユーフォニアム 10周年吹奏楽アルバム「espressivo」が発売予定。
アンサンブルコンテストや第3期の劇中BGMを吹奏楽にリアレンジしたものや、第1期から第3期の吹奏楽コンクール課題曲全6曲を収録。
| タイトル   | 発売日            | 規格品番                                            | 出典    |
| ---------- | ----------------- | --------------------------------------------------- | ------- |
| espressivo | 2025年11月5日予定 | LACA-39132～3（初回限定盤） LACA-19132～3（通常盤） | [ 126 ] |

## 書籍

### ガイドブック
- 『響け！ユーフォニアム GUIDEBOOK』京都アニメーション、2015年4月15日発行、ISBN 978-4-907064-32-7[127]
- 『TVアニメ「響け！ユーフォニアム」オフィシャルファンブック』宝島社、2015年9月23日発行、ISBN 978-4-8002-4580-9[128]
- 『響け！ユーフォニアム 公式設定集』京都アニメーション、2016年1月1日発行、ISBN 9784907064525[129]
- 『響け！ユーフォニアム2 スターターブック』京都アニメーション、2016年9月30日、JAN 4573338652976[130]
- 『響け！ユーフォニアム2 コンプリートブック』2017年3月14日発行、ISBN 978-4-907064-63-1[131]
- 『響け！ユーフォニアム3 スターターブック』京都アニメーション、2024年3月13日発行、JAN 4582725151121[132]
- 『響け！ユーフォニアム3 メモリアルファンブック』京都アニメーション、2024年12月1日発行、ISBN 978-4-910052-54-0[133]

### 原画・制作資料集
- 『PICTORIAL RECORD 響け！ユーフォニアム』京都アニメーション、2015年10月31日発売[注 8]、JAN 4573338650033[135]
- 『響け！ユーフォニアム キャラクターメイキングラフ集』京都アニメーション、2016年1月1日発行、ISBN 9784907064518[136]
- 『響け！ユーフォニアム2 原画集 -第1楽章-』京都アニメーション、2016年12月29日発売[注 9]、ISBN 9784910052489[138]
- 『響け！ユーフォニアム2 原画集 -第2楽章-』京都アニメーション、2017年9月30日、ISBN 9784910052496[139]
- 『響け！ユーフォニアムシリーズ 公式シナリオブック 上』京都アニメ―ション、2025年6月下旬、ISBN 978-4-910052-59-5[140]
- 『響け！ユーフォニアムシリーズ 公式シナリオブック 下』京都アニメ―ション、2025年6月下旬、ISBN 978-4-910052-60-1[141]

### イラスト集
- 『響け！ユーフォニアム おしゃべりイラストレーションワークス』京都アニメーション、2016年1月22日発行、ISBN 9784907064402[142]
- 『「響け！ユーフォニアム」シリーズ イラストレーションワークス -BIRTHDAY&MOVIES-』京都アニメーション、2020年7月26日発行、ISBN 978-4-910052-09-0[143]

### 楽譜
- 『ピアノミニアルバム　響け！ユーフォニアム』ヤマハミュージックエンタテインメントホールディングス、2015年6月6日発行、ISBN 9784636916614[144]
- 『「響け！ユーフォ二アム」北宇治高校吹奏楽部 体験ブック』ヤマハミュージックエンタテイメントホールディングス、2016年6月20日発行、ISBN 9784636931419[145]
- 『「響け！ユーフォニアム2」北宇治高校吹奏楽部 入部ブック』ヤマハミュージックエンタテイメントホールディングス、2017年3月6日発行、ISBN 9784636943399[146]

## Webラジオ
Webラジオ『響け！ユーフォラジオ』は2015年4月13日から11月9日まで音泉にて配信された。全24回。パーソナリティは黒沢ともよ、朝井彩加、豊田萌絵、安済知佳が務めた。
第2期放送に合わせ『響け！ユーフォラジオ2』が2016年10月3日から2017年6月12日
まで放送された。全19回。パーソナリティは第1回から第13回までは黒沢・安済のペアと朝井・豊田のペアが交互に担当し、それぞれ「久美子と麗奈の特別になりたいラジオ！」、「葉月と緑輝のラジオ！緑ですー！ありがとー！」という副題が冠された。第14回以降は4人全員がパーソナリティを務めた。
2020年7月7日にはテレビアニメ放送5周年を、2023年6月3日には『特別編 響け！ユーフォニアム～アンサンブルコンテスト～』の公開を記念し、復活配信が行われた。パーソナリティは引き続き黒沢、朝井、豊田、安済。
第3期放送に合わせ『響け！ユーフォラジオ3』が2024年4月4日から7月9日まで放送された。全5回。パーソナリティは初回のみ黒沢、豊田、朝井、安済が務め、以降は黒沢が単独で務めた。

### コーナー
第1期
- ふつおた
- みんなでトゥッティ
- あなたのソロフェージュ
- だってこれは……愛の告白なんだから
- みどりですぅぅぅ！！！
- おれ、ジョージくん。元気出して。
- 私、間違ってると思う？

第2期
- ふつおた
- 特別になる！！
- だってこれは愛の告白なんだから
- チームもなかが支えます！！
- それは恋ですぅぅぅ！！
- カルテット会議
- ヴィヴァーチェ作文発表会！

第3期
- ふつおた
- 久美子部長！これ決めてください！！

### ゲスト
第2期
- 第3回 - TRUE（オープニングアーティスト）
- 第4回 - 藤村鼓乃美（中川夏紀役）
- 第6回 - 石谷春貴（塚本秀一役）
- 第7回 - TRUE、山岡ゆり（吉川優子役）
- 第8回 - 小堀幸（長瀬梨子役）
- 第9回 - 種﨑敦美（鎧塚みぞれ役）
- 第10回 - TRUE
- 第11回 - 茅原実里（中世古香織役）
- 第12回 - 藤村鼓乃美、山岡ゆり
- 第13回 - 東山奈央（傘木希美役）

第3期
- 第2回 - 石谷春貴、土屋神葉（月永求役）
- 第3回 - 雨宮天（久石奏役）、寺澤百花（針谷佳穂役）
- 第4回 - 安済知佳、戸松遥（黒江真由役）
- 第5回 - 朝井彩加、豊田萌絵、安済知佳

### ニコニコ生放送
2015年4月7日に「響け！ユーフォラジオ〜放送直前ニコ生スペシャル！！〜」として事前特番を経て、『響け！ユーフォラジオ～MCのいない音楽会～』同年4月16日から9月24日までニコニコ生放送で配信された。全9回。
『劇場版 響け！ユーフォニアム〜北宇治高校吹奏楽部へようこそ〜』公開に合わせ、2016年4月15日に『「響け！ユーフォラジオ〜MCのいない音楽会〜」劇場公開記念スペシャル』が配信された。
アニメ第2期に合わせ、2016年10月5日に『「響け！ユーフォニアム2」放送直前ニコ生スペシャル！』として事前特番を経て、同年10月13日から2017年1月5日まで不定期で『響け！ユーフォラジオ2！〜MCのいない音楽会〜』が配信された。
レギュラー出演者は、黒沢ともよ、朝井彩加、豊田萌絵、安済知佳。

## 劇場版

### 劇場版 響け！ユーフォニアム〜北宇治高校吹奏楽部へようこそ〜
『劇場版 響け！ユーフォニアム〜北宇治高校吹奏楽部へようこそ〜』は2016年4月23日公開された総集編映画。久美子と麗奈の関係を中心に第1期の物語が再構成されている。全編にわたって再アフレコが行われたほか、演奏シーンは新規カットが制作され、特にサンフェスでの「ライディーン」は第1期と異なりフルバージョンで使用されている。
第20回文化庁メディア芸術祭ではアニメーション部門・審査委員会推薦作品に選出される。興行収入は2億2300万円。

#### スタッフ（北宇治高校吹奏楽部へようこそ）
出典 - 
- 原作 - 武田綾乃（宝島社文庫『響け！ユーフォニアム北宇治高校吹奏楽部へようこそ』）
- 監督 - 石原立也
- 脚本 - 花田十輝
- 製作 - 八田陽子、古川陽子、井上俊次、鶴岡陽太
- 企画プロデューサー - 八田英明
- プロデューサー - 大橋永晴、中村伸一、斎藤滋
- キャラクターデザイン・総作画監督 - 池田晶子
- シリーズ演出 - 山田尚子
- 絵コンテ・演出 - 石原立也、山田尚子、三好一郎、北之原孝將、武本康弘、小川太一、藤田春香、雪村愛、河浪栄作、山村卓也
- 楽器設定・楽器作監 - 髙橋博行
- 作画監督 - 池田晶子、西屋太志、植野千世子、秋竹斉一、丸木宣明、瀬崎利恵、池田和美、引山佳代
- 色彩設計 - 竹田明代
- 特殊効果 - 三浦理奈
- 美術監督 - 篠原睦雄
- 3D美術 - 鵜ノ口譲二
- 撮影監督 - 髙尾一也
- 音響監督 - 鶴岡陽太
- 録音 - 名倉靖
- 音楽プロデューサー - 斎藤滋
- 音楽 - 松田彬人
- 音楽制作 - ランティス
- 音楽制作協力 - 洗足学園音楽大学
- 演奏協力 - フレッシュマン・ウィンド・アンサンブル
- 音楽監修 - 大和田雅洋
- 編集 - 重村健吾
- 制作協力 - アニメーションDo
- アニメーション制作 - 京都アニメーション

#### 主題歌（北宇治高校吹奏楽部へようこそ）
「DREAM SOLISTER（Movie Ver.）」
TRUEによる主題歌。作詞は唐沢美帆、作曲は加藤裕介、編曲は松田彬人。
第1期主題歌の吹奏楽アレンジ。ライブレコーディングで収録され、TRUEは「間違えると演奏が止まりますからね。生徒さんで間違えちゃう子がいるともうかわいそうで。そんな中ですから私も間違えられないという緊張感もあり、いい経験でした。」と語っている。

#### 批評（北宇治高校吹奏楽部へようこそ）
アニメスタイル編集長の小黒祐一郎は、斎藤葵のエピソードがカットされたことにより群像劇としての面白さは薄れたものの、テレビシリーズ未見の観客でも楽しめる構成で、今までのファンが「もっと観たい」と思う内容となっていたと評している。

#### 放送局（北宇治高校吹奏楽部へようこそ）
| 回数 | 放送日時                           | 放送局       | 視聴率（ビデオリサーチ） | 備考         |
| ---- | ---------------------------------- | ------------ | ------------------------ | ------------ |
| 1    | 2018年08月18日 00時50分 - 02時40分 | 日テレプラス |                          | [ 162 ]      |
| 2    | 2020年07月31日 15時30分 - 17時15分 | WOWOWシネマ  |                          | [ 163 ]      |
| 3    | 2023年12月31日 11時05分 - 12時48分 | NHK Eテレ    |                          | 地上波初放送 |
| 4    | 2024年04月04日 01時01分 - 02時44分 | NHK Eテレ    |                          | [ 165 ]      |

#### 関連商品（北宇治高校吹奏楽部へようこそ）
| 発売日        | タイトル                     | 規格品番   | 出典    |
| ------------- | ---------------------------- | ---------- | ------- |
| 2016年4月27日 | Reflection of youthful music | LACA-15563 | [ 166 ] |

| 形態    | 発売日       | 規格品番   | 出典    |
| ------- | ------------ | ---------- | ------- |
| Blu-ray | 2016年9月7日 | PCXE-50649 | [ 167 ] |
| DVD     | 2016年9月7日 | PCBE-55335 | [ 168 ] |

### 劇場版 響け！ユーフォニアム〜届けたいメロディ〜
『劇場版 響け！ユーフォニアム〜届けたいメロディ〜』は、2017年9月30日に公開された総集編映画。久美子とあすかの物語を軸に、第2期の物語が再構成されている。監督は小川太一が務め、テレビシリーズで監督を務めた石原立也は総監督に就いている。小川は本作が初監督作品である。
小川は本作を「一本の映画」にすることを意識して演出を行い、関西大会と合宿の時系列など、第2期と時系列が大きく変更されたほか、あすかの幼少期のエピソードの新規カットが制作された。本作の製作に際し再アフレコが行われ、演奏シーンの一部も描き直されている。
第21回文化庁メディア芸術祭ではアニメーション部門・審査委員会推薦作品に選出された。興行収入は1億3400万円。

#### スタッフ（届けたいメロディ）
出典 - 
- 原作 - 武田綾乃（宝島社文庫『響け！ユーフォニアム北宇治高校吹奏楽部へようこそ』）
- 総監督 - 石原立也
- 監督 - 小川太一
- 脚本 - 花田十輝
- 製作 - 八田陽子、古川陽子、井上俊次、鶴岡陽太
- 企画プロデューサー - 八田英明
- プロデューサー - 大橋永晴、中村伸一、斎藤滋、瀬波里梨、鎗水善史
- キャラクターデザイン・総作画監督 - 池田晶子
- シリーズ演出 - 山田尚子
- 絵コンテ・演出 - 小川太一、山田尚子、石原立也、三好一郎、北之原孝將、武本康弘、石立太一、藤田春香、河浪栄作、山村卓也
- 楽器設定・楽器作監 - 髙橋博行
- 作画監督 - 池田晶子、西屋太志、丸木宣明、池田和美、植野千世子、秋竹斉一、岡村公平、角田有希、明見裕子、丸子達就、高瀬亜貴子、門脇未来
- 色彩設計 - 竹田明代
- 特殊効果 - 三浦理奈
- 美術監督 - 篠原睦雄
- 3D美術 - 鵜ノ口譲二
- 撮影監督 - 髙尾一也
- 音響監督 - 鶴岡陽太
- 録音 - 名倉靖
- 音楽プロデューサー - 斎藤滋
- 音楽 - 松田彬人
- 音楽制作 - ランティス
- 音楽制作協力 - 洗足学園音楽大学
- 演奏協力 - フレッシュマン・ウィンド・アンサンブル
- 音楽監修 - 大和田雅洋
- 編集 - 重村健吾
- 制作協力 - アニメーションDo
- アニメーション制作 - 京都アニメーション

#### 主題歌（届けたいメロディ）
「サウンドスケープ（TRUE & Wind Orchestra Ver.）」
TRUEによる主題歌。作詞は唐沢美帆、作曲は渡辺拓也、編曲は松田彬人。

#### 批評（届けたいメロディ）
本作を鑑賞した指揮者の下野竜也は、演奏シーンのリアルさに驚き、「ひと昔前なら楽器の持ち方が変だったり、演奏と絵が微妙にずれるアニメもあったけど、この映画は全ての奏者の指使いが音と見事に一致していました。そういう感動は『トムとジェリー』のピアノ演奏以来です。」と感想を述べた。

#### 放送局（届けたいメロディ）
| 回数 | 放送日時                           | 放送局      | 視聴率（ビデオリサーチ） | 備考         |
| ---- | ---------------------------------- | ----------- | ------------------------ | ------------ |
| 1    | 2020年07月31日 17時15分 - 19時15分 | WOWOWシネマ |                          | [ 163 ]      |
| 2    | 2024年01月01日 11時05分 - 12時50分 | NHK Eテレ   |                          | 地上波初放送 |
| 3    | 2024年04月05日 00時31分 - 02時16分 | NHK Eテレ   |                          | [ 165 ]      |

#### 関連商品（届けたいメロディ）
| 発売日        | タイトル        | 規格品番   | 出典    |
| ------------- | --------------- | ---------- | ------- |
| 2017年9月27日 | The only melody | LACA-15666 | [ 175 ] |

| 形態    | 発売日       | 規格品番   | 出典    |
| ------- | ------------ | ---------- | ------- |
| Blu-ray | 2018年3月7日 | PCXE-50807 | [ 176 ] |
| DVD     | 2018年3月7日 | PCBE-55847 | [ 177 ] |

### リズと青い鳥
2018年4月21日に公開された、みぞれと希美を主人公に据えたスピンオフ映画。監督の山田尚子をはじめ『映画 聲の形』のスタッフが再集結し、制作された。第73回毎日映画コンクールでは大藤信郎賞を受賞し、第22回文化庁メディア芸術祭ではアニメーション部門・審査委員会推薦作品に選定されている。

### 劇場版 響け！ユーフォニアム〜誓いのフィナーレ〜
2019年4月19日に公開された完全新作長編映画。『響け！ユーフォニアム 北宇治高校吹奏楽部、波乱の第二楽章』が原作となっており、「久美子2年生編」が描かれる。

### 特別編 響け！ユーフォニアム〜アンサンブルコンテスト〜
2023年8月4日に公開された完全新作中編映画。短編集『響け！ユーフォニアム 北宇治高校吹奏楽部のホントの話』が原作となっており、『誓いのフィナーレ』とともに「久美子2年生編」が描かれる。

### 最終楽章 響け！ユーフォニアム

#### 前編
『最終楽章 響け！ユーフォニアム 前編』は2026年春に公開が予定されている総集編映画。第3期の物語が再構成される。
2025年3月16日に上映決定が発表された。

## イベント

### 主催イベント

#### 先行上映イベント
第1期第1話
2015年3月28日、MOVIX京都にて開催された。
出演者
- 黒沢ともよ
- 朝井彩加
- 安済知佳
- 石原立也

第1期番外編
2015年12月13日、丸の内ピカデリーにて開催された。
出演者
- 黒沢ともよ
- 朝井彩加
- 豊田萌絵
- 安済知佳

第2期第1話
2016年9月16日、丸の内ピカデリーにて開催された。
出演者
- 黒沢ともよ
- 朝井彩加
- 豊田萌絵
- 安済知佳
- 石原立也

第2期最終話
2016年12月25日、丸の内ピカデリーにて開催された。
出演者
- 黒沢ともよ
- 寿美菜子

第3期第1話・第2話
2024年3月16日に新宿ピカデリーにて、3月17日にMOVIX京都にて開催された。
出演者（新宿）
- 黒沢ともよ
- 朝井彩加
- 豊田萌絵
- 戸松遥

出演者（京都）
- 石原立也
- 小川太一
- 池田和美

#### お祭りフェスティバル
宇治でお祭りフェスティバル
2015年6月6日、宇治市文化センター小ホールにて開催された。
出演者
- 黒沢ともよ
- 朝井彩加
- 豊田萌絵
- 安済知佳

京都でお祭りフェスティバル ～南座へようこそ～
2015年10月31日、南座にて開催された。このイベントで第1期の総集編映画と第2期の制作が発表された。
出演者
- 黒沢ともよ
- 朝井彩加
- 豊田萌絵
- 安済知佳
- 寿美菜子
- 早見沙織
- 茅原美里
- 石谷春貴
- TRUE

今年も！宇治でお祭りフェスティバル
2016年6月4日、宇治市文化センター大ホールにて開催された。
出演者
- 黒沢ともよ
- 朝井彩加
- 豊田萌絵
- 安済知佳

1・2年生合同！宇治でお祭りフェスティバル
2017年3月16日、宇治市文化センター大ホールにて開催された。このイベントで新作劇場版2作品の制作が発表された。
出演者
- 黒沢ともよ
- 朝井彩加
- 豊田萌絵
- 安済知佳
- 藤村鼓乃美
- 山岡ゆり
- 種崎敦美
- 石谷春貴

4回目だよ！宇治でお祭りフェスティバル
2018年6月3日、宇治市文化センター大ホールにて開催された。
出演者
- 黒沢ともよ
- 朝井彩加
- 豊田萌絵
- 安済知佳
- 藤村鼓乃美
- 山岡ゆり

5回目だよ！宇治でお祭りフェスティバル
2019年6月1日、宇治市文化センター大ホールにて開催された。このイベントで第3期の制作が発表された。
出演者
- 黒沢ともよ
- 朝井彩加
- 豊田萌絵
- 安済知佳

リモートだよ！お祭りフェスティバル！
2020年6月6日、同日に開催予定だった「6回目だよ！宇治でお祭りフェスティバル」に代わり、LINE LIVEとYouTube Liveにて配信された。
出演者
- 黒沢ともよ
- 朝井彩加
- 豊田萌絵
- 安済知佳

6回目だよ！宇治でお祭りフェスティバル
当初は2020年6月6日に開催予定であったが、新型コロナウイルスの影響による2度の延期の末、2022年6月4日に宇治市文化センター大ホールにて開催された。このイベントにて『特別編 響け！ユーフォニアム〜アンサンブルコンテスト〜』と第3期の制作が発表された。
出演者
- 黒沢ともよ
- 朝井彩加
- 豊田萌絵
- 安済知佳
- 石谷春貴
- 藤村鼓乃美
- 山岡ゆり

7回目だよ！宇治でお祭りフェスティバル
2023年6月3日に宇治市文化センター大ホール開催予定だったが、令和5年台風第2号の影響により中止となった。
出演者
- 黒沢ともよ
- 朝井彩加
- 豊田萌絵
- 安済知佳

今度こそ！7回目だよ！宇治でお祭りフェスティバル
2024年6月2日に宇治市文化センター大ホールにて開催された。
出演者
- 黒沢ともよ
- 朝井彩加
- 豊田萌絵
- 安済知佳
- 戸松遥
- 雨宮天

8回目だよ！宇治でお祭りフェスティバル
2025年6月7日に宇治市文化センター大ホールにて開催された。
出演者
- 黒沢ともよ
- 朝井彩加
- 豊田萌絵
- 安済知佳

#### 吹奏楽コンサート
北宇治高校吹奏楽部 第1回定期演奏会
2016年10月1日と2日に宇治市文化センター大ホールにて、 11月20日に神奈川県民ホール大ホールにて開催された。
出演
- 大和田雅洋
- 洗足学園音楽大学 フレッシュマン・ウインド・アンサンブル2014
- TRUE
- 山岡ゆり
- 寿美菜子

北宇治高校吹奏楽部 第2回定期演奏会
2017年10月22日、ロームシアター京都にて昼公演・夜公演の全2公演が行われた。
出演者
- 大和田雅洋
- 洗足学園音楽大学 フレッシュマン・ウインド・アンサンブル2014
- TRUE
- 黒沢ともよ
- 朝井彩加
- 豊田萌絵
- 安済知佳

北宇治高校吹奏楽部 第3回定期演奏会
2018年9月30日によこすか芸術劇場にて、11月4日にて宇治市文化センター大ホールにて、それぞれ昼公演・夜公演の2公演ずつ開催予定だったが、9月30日の夜公演のみ平成30年台風第24号の影響で延期となり、12月24日に振り替え公演が行われた。
出演者
- 大和田雅洋
- 洗足学園音楽大学 フレッシュマン・ウインド・アンサンブル2014
- TRUE
- 黒沢ともよ
- 朝井彩加
- 豊田萌絵
- 安済知佳

北宇治高校吹奏楽部 第4回定期演奏会【京都公演】
2019年11月9日、ロームシアター京都に開催された。初の試みとしてキャストによる朗読会が行われたほか、製作委員会より第3期の制作に関するメッセージが読み上げられた。
出演者
- 大和田雅洋
- 洗足学園音楽大学 フレッシュマン・ウインド・アンサンブル
- TRUE
- 黒沢ともよ
- 朝井彩加
- 豊田萌絵
- 安済知佳

北宇治高校吹奏楽部 第4回定期演奏会【関東公演】
2020年1月13日、カルッツかわさきホールにて開催された。 3月1日にはすみだトリフォニーホールで開催予定だったが、新型コロナウイルス感染症の流行により中止された。
出演者
- 大和田雅洋
- 洗足学園音楽大学 フレッシュマン・ウインド・アンサンブル
- TRUE
- 黒沢ともよ
- 朝井彩加
- 豊田萌絵
- 安済知佳
- 山岡ゆり
- 藤村鼓乃美

北宇治高校吹奏楽部 第5回定期演奏会 5周年記念公演
2021年4月17日、名古屋国際会議場センチュリーホールにて開催された。Streaming+での配信も行われたほか、12月15日には本イベントを収録したBlu-ray・DVDが発売された。
出演者
- 大和田雅洋
- 洗足学園音楽大学 フレッシュマン・ウインド・オーケストラ2021
- TRUE
- 黒沢ともよ
- 朝井彩加
- 豊田萌絵
- 安済知佳

北宇治高校吹奏楽部 第6回定期演奏会
2022年4月3日にロームシアター京都にて、5月1日にカルッツかわさきホールにてそれぞれ昼公演・夜公演の2公演ずつ開催された。吹奏楽曲の演奏と朗読劇に加え、新たな試みとして劇伴の演奏も行われた。このイベントより演奏は、フレッシュマン・ウインド・オーケストラの歴代メンバーから選抜し新たに結成された「プログレッシブ！ウインド・オーケストラ」が担当した。
出演者
- 大和田雅洋
- プログレッシブ！ウインド・オーケストラ
- 黒沢ともよ
- 朝井彩加
- 豊田萌絵
- 安済知佳
- 茅原美里
- 山岡ゆり

北宇治高校吹奏楽部 第7回定期演奏会
2024年2月3日に宇治文化センターにて、2月17日にLINE CUBE SHIBUYAにてそれぞれ昼公演・夜公演の2公演ずつ開催された。
出演者
- 大和田雅洋
- プログレッシブ！ウインド・オーケストラ
- 豊田萌絵
- 雨宮天
- 土屋神葉
- 杉浦しおり
- 黒沢ともよ
- 朝井彩加
- 安済知佳
- 大橋紗香

北宇治高校吹奏楽部 第8回定期演奏会
2024年11月10日に神奈川県民ホールにて、11月30日に京都コンサートホールにてそれぞれ昼公演・夜公演の2公演ずつ開催された。
出演者
- 大和田雅洋
- プログレッシブ！ウインド・オーケストラ
- 黒沢ともよ
- 安済知佳
- 朝井彩加
- 豊田萌絵
- 石谷春貴

10th Anniversary Event
放送開始10周年を記念したイベント。2025年3月15日に「久美子1年生編の部」が、3月16日に「久美子2年生編の部」と「久美子3年生編の部」がパシフィコ横浜 国立大ホールにて開催された。TRUEによる主題歌の歌唱やプログレッシブ！ウインド・オーケストラによる生演奏、キャストらによる生アフレコが行われた。3年生編の部では『最終楽章 響け！ユーフォニアム』の制作が発表された。
出演キャスト（1年生編）
- 黒沢ともよ
- 朝井彩加
- 豊田萌絵
- 安済知佳
- 石谷春貴
- 寿美菜子
- 早見沙織
- 茅原美里
- 藤村鼓乃美
- 山岡ゆり

出演キャスト（2年生編）
- 黒沢ともよ
- 朝井彩加
- 豊田萌絵
- 安済知佳
- 石谷春貴
- 藤村鼓乃美
- 山岡ゆり
- 種崎敦美
- 東山奈央
- 雨宮天
- 七瀬彩夏
- 久野美咲
- 土屋神葉

出演キャスト（3年生編）
- 黒沢ともよ
- 朝井彩加
- 豊田萌絵
- 安済知佳
- 戸松遥
- 石谷春貴
- 大橋紗香
- 雨宮天
- 土屋神葉
- 杉浦しおり
- 夏川椎菜
- 寺澤百花
- 陶山恵実里

#### その他
Blu-ray・DVD 第1期第1巻 発売記念イベント
2015年5月23日にアニメイト横浜にて、6月20日にAKIHABARAゲーマーズ本店にて、6月27日にとらのあな秋葉原店にて開催された。
出演者
- 黒沢ともよ
- 安済知佳

「響け！ユーフォニアム」スペシャルイベント
2015年10月24日、洗足学園音楽大学 前田ホールにて開催された。
出演者
- 黒沢ともよ
- 朝井彩加
- 豊田萌絵
- 安済知佳
- 寿美菜子
- 早見沙織
- 茅原美里
- 石谷春貴
- 櫻井孝宏
- TRUE

秀一が週一で楽器を練習してみた発表会イベント
2017年2月25日、ヤマハエレクトーンシティ渋谷にて開催された。
出演者
- 石谷春貴
- 豊田萌絵
- 山岡ゆり

「響け！ユーフォニアム2」スペシャルイベント
2017年3月12日、メルパルクホールにて開催された。このイベントにて第2期総集編映画の制作が発表された。
出演者
- 黒沢ともよ
- 朝井彩加
- 豊田萌絵
- 安済知佳
- 寿美菜子
- 早見沙織
- 茅原美里
- 中村悠一
- 櫻井孝宏
- TRUE
- 洗足学園音楽大学 フレッシュマン・ウインド・アンサンブル2016

『響け！ユーフォニアム3』新情報発表会！
2023年11月23日、丸の内ピカデリーにて開催された。キャストによる『特別編 響け！ユーフォニアム～アンサンブルコンテスト～』の生コメンタリーや朗読劇が行われたほか、第3期の放送日時、戸松遥の出演が発表された。
出演者
- 黒沢ともよ
- 朝井彩加
- 豊田萌絵
- 安済知佳
- 戸松遥

第3期第1話～第7話上映イベント
2024年5月25日、丸の内ピカデリーにて開催された。
出演者
- 朝井彩加
- 松田彩音
- 寺澤百花
- 陶山恵美里

『響け！ユーフォニアム3』スペシャルイベント
2024年9月15日、TACHIKAWA STAGE GARDENにて開催された。キャストらによる朗読劇が行われたほか、「『響け！ユーフォニアム』10th Anniversary Event」の開催が発表された。
出演者
- 黒沢ともよ
- 朝井彩加
- 豊田萌絵
- 安済知佳
- 石谷春貴
- 戸松遥

### 参加イベント
AnimeJapan 2015
2015年3月21日、東京ビッグサイト
出演者
- 黒沢ともよ
- 朝井彩加
- 豊田萌絵
- 安済知佳
- 早見沙織
- 茅原美里
- 櫻井孝宏
- 洗足学園音楽大学 フレッシュマン・ウインド・アンサンブル

第2回京アニ&Do ファン感謝祭イベント「私たちは、いま！！」
2015年11月1日、京都市勧業館
出演者
- 黒沢ともよ
- 朝井彩加
- 豊田萌絵
- 安済知佳

Animelo Summer Live 2016 刻-TOKI-
2016年8月27日、さいたまスーパーアリーナ
出演者
- 黒沢ともよ
- 朝井彩加
- 豊田萌絵
- 安済知佳

日比谷音楽祭
2019年6月1日・2日、日比谷公園
出演者
- 洗足学園音楽大学 フレッシュマン・ウインド・オーケストラ
- TRUE

Animelo Summer Live 2019 -STORY-
2019年8月31日、さいたまスーパーアリーナ
出演者
- TRUE
- 黒沢ともよ
- 朝井彩加
- 豊田萌絵
- 安済知佳

第5回京都アニメーションファン感謝イベント KYOANI MUSIC FESTIVSL ―感動を未来へ―
2021年11月20日、ロームシアター
出演者
- TRUE
- 黒沢ともよ
- 朝井彩加
- 豊田萌絵
- 安済知佳

AnimeJapan 2024
2024年3月23日、東京ビッグサイト
出演者
- 黒沢ともよ
- 朝井彩加
- 豊田萌絵
- 安済知佳
- 戸松遥
- 石谷春貴
- 雨宮天

Animelo Summer Live 2024 -Stargazer-
2024年9月1日、さいたまスーパーアリーナ
出演者
- TRUE
- 黒沢ともよ
- 朝井彩加
- 豊田萌絵
- 安済知佳